# Haut-de-forme

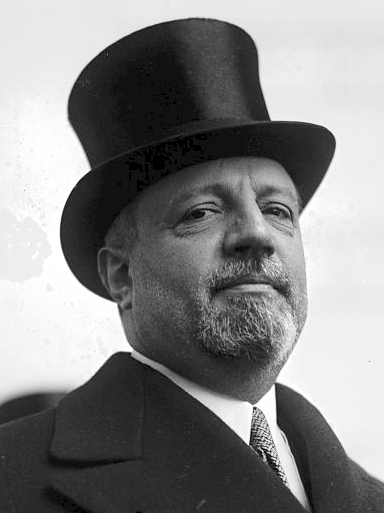
Giuseppe Volpi avec un haut-de-forme en 1925.

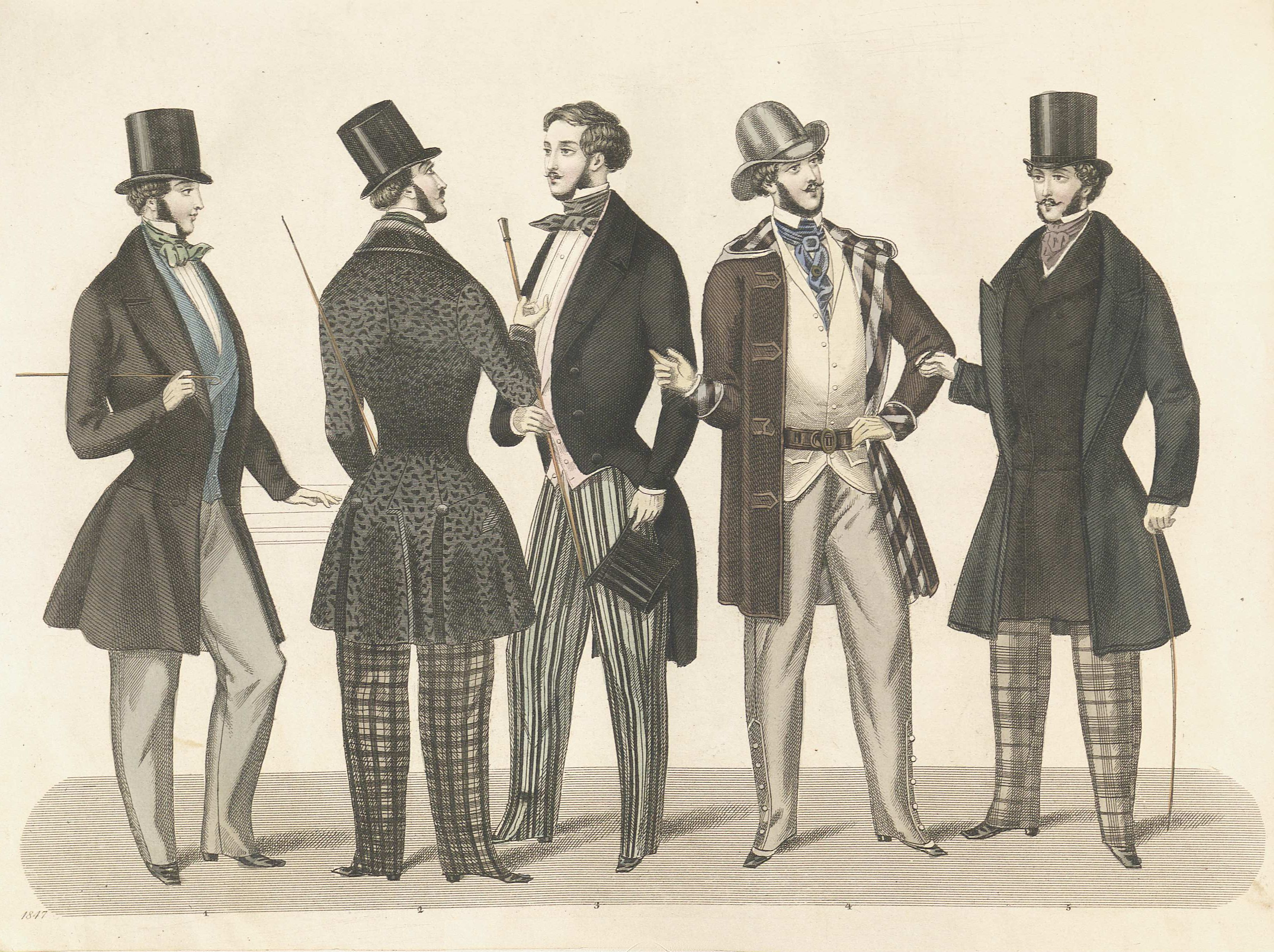
Hauts-de-forme portés par les dandys du XIXe siècle.

Un haut-de-forme (ou haute forme) est un chapeau à calotte haute et cylindrique qui se porte généralement avec la redingote ou l'habit.

## Histoire
Le haut-de-forme passe, dans les années 1810, d'une simple nouveauté de la mode à un symbole de la condition sociale de l'homme bourgeois du XIXe siècle. En raison de sa hauteur et de son allure imposante, il confère une certaine élégance à l'homme, qu'il fait paraître plus grand. Le haut-de-forme en vient à symboliser la respectabilité, la richesse, la dignité et un rang social élevé.
L'origine du haut-de-forme tient aux gentilshommes de la campagne qui rétrécirent les bords de leurs chapeaux pour monter à cheval et augmentèrent la taille de la calotte dans un but de protection rudimentaire en cas de chute[réf. souhaitée]. Un système de lacet camouflé à l'intérieur permettait de le maintenir en place solidement.
À partir de 1870, les hauts-de-forme deviennent plus petits et sont parfois appelés « tuyau de poêle » pour ceux allongés  (dit aussi haut-de-forme Lincoln). 
Toujours considéré, à la fin du XIXe siècle, comme un symbole de distinction, le haut-de-forme en vient même à faire partie de l'uniforme du policier, du facteur et de l'employé de chemin de fer. Il devient même obligatoire  pour l'accès à l'enceinte de la Bourse des valeurs de Londres et par intermittence de Paris.
Les tranche-têtes étaient généralement vêtus du haut-de-forme ainsi que de la redingote.
Sa couleur dépend principalement de l’habit qu’il accompagne. Il est gris et en feutre pour accompagner la jaquette, noir et en soie ou en peau de taupe associé à l’habit. Cependant, il existe bien d'autres coloris tels que robusta, pavot ou encore bleu tunon.
Ainsi, porté en ensemble, le renoncement aux cérémoniels que sont la redingote, l'habit, la jaquette et la lavallière, a entraîné sa baisse de popularité.
Il sera encore porté, de manière résiduelle, jusqu'aux années 1950 (une photo montre ainsi François Mitterrand, alors ministre de l'Intérieur français, portant le haut-de-forme lors d'une soirée de 1956.).
Le guitariste hard rock Slash en a d'ailleurs fait son chapeau fétiche, avec lequel il apparaît à chaque concert.

## Dans la culture
Le symbole du gentleman cambrioleur Arsène Lupin est un haut-de-forme[réf. nécessaire]. Néanmoins, ce symbole n'existe que grâce à une pièce de théâtre, le personnage originel d'Arsène Lupin n'en possédant pas.
Largement abandonné dans la vie quotidienne, le haut-de-forme est porté par nombre d'icônes de la littérature : Raskolnikov, du roman Crime et Châtiment en porte un jusque dans le crime, dans une Russie où le couvre-chef est déjà désuet ; le célèbre Chapelier fou d'Alice au pays des merveilles en arbore un de grande dimension, voire exagérée selon les illustrations. Il inspire nombre de modèles plus contemporains, dont le chanteur T-Pain notamment, qui semble en raffoler,.
Vers 1860, au très grand carnaval de Rome, un jeu consistait à les faire tomber des têtes des promeneurs, notamment anglais, pour les aplatir ensuite sur la chaussée. La même chasse se pratiquait aussi au carnaval de Nice, comme le rapporte un ouvrage datant de 1888 : « Gare surtout au malheureux chapeau haut de forme qui s’aventure sur le parcours du défilé carnavalesque ; on en fera impitoyablement un accordéon. »